# Гуати, Камилл
Ками́лл Гуа́ти (англ. Camille Guaty; род. 28 июня 1978, Калифорния) — американская кино- и телеактриса.

## Биография
Гуати родилась в северной Калифорнии, а когда ей было 5 лет, переехала с семьёй в Нью-Джерси. Имеет кубинские и пуэрто-риканские корни, её предки по материнской линии были выходцами с Канарских островов.
С детства Камилл выступала в общественном театре, пока не поступила в Бостонский университет, где её специализацией были маркетинг и реклама. Там она продолжила выступать в студенческом театре. После выпуска обучения Гуати переехала в Нью-Йорк, чтобы осуществить свою мечту — стать актрисой.

## Карьера
В 2000 году Камилл Гуати стала одной из десяти финалисток шоу Popstars («Стань звездой»), но в итоге не победила и не стала частью женской группы Eden's Crush.
В 2002 сыграла главную роль Дейзи Салинас в диснеевском телефильме «Прорвёмся!», который стал также дебютным и для Америки Ферреры. В фильме показана жизнь мексиканских девочек-подростков из бедных семей, которые организовывают танцевальный коллектив и участвуют в конкурсе. А в 2004 у неё была также ведущая роль горничной Марии в небольшом сериале «The Help», где также снимались Бренда Стронг, Тори Спеллинг, Меган Фокс и Антонио Сабато мл.. В том же году была исполнительницей главной женской роли Мэгги Морено в телефильме «30 дней до моей известности» и сыграла детектива Луизу Сантана в двух эпизодах сериала «Расследование Джордан».
С 2005 по 2007 год у Камилл была периодическая роль Марикруз Дельгадо, невесты Фернандо Сукре, в телесериале «Побег». В то же время (2006—2007) играла кассира Фрэнни Риос, сестру главной героини Эвы, в сериале «Девять». Также в 2007—2008 годах была в актёрском составе сериала «Лас-Вегас» со своей периодической ролью Пайпер Нильсен, где главными звёздами сериала были Джош Дюамель, Ванесса Марсил и Молли Симс. В 2009 сыграла работающую в баре сестру Феликса Литу Арройо в сериале «Купидон» и была подружкой невесты Донной, из-за которой чуть не расстроилась свадьба брата главного героя, в фильме «Призраки бывших подружек».

## Личная жизнь
С 16 апреля 2011 года Гуати замужем за британским автором песен Саем Рисом Кэем, у них есть сын — Моррисон Рафаэль Кэй (род. 05.10.2019). После многих лет борьбы с бесплодием и пяти неудачных циклов ЭКО, она забеременела с помощью донорской яйцеклетки.

## Избранная фильмография
| Год       |     | Русское название            | Оригинальное название              | Роль                     |
| --------- | --- | --------------------------- | ---------------------------------- | ------------------------ |
| 2000      | ф   | Chaos Theory                | Chaos Theory                       | имя персонажа неизвестно |
| 2002      | тф  | Прорвёмся!                  | Gotta Kick It Up!                  | Дэйзи                    |
| 2001—2002 | с   | Raising Dad                 | Raising Dad                        | Оливия                   |
| 2002      | с   | За что тебя люблю           | What I Like About You              | Лиз                      |
| 2003      | ф   | Объект любви                | Love Object                        | считающая девушка        |
| 2003      | с   | Скорая помощь               | ER                                 | Миа                      |
| 2003      | с   | Братья Гарсиа               | The Brothers Garcia                | Алекс                    |
| 2004      | тф  | Gramercy Park               | Gramercy Park                      | Мэдди Келли              |
| 2004      | с   | The Help                    | The Help                           | горничная Мария          |
| 2004      | тф  | 30 дней до моей известности | 30 Days Until I'm Famous           | Мэгги Морено             |
| 2004      | с   | Любовь вдовца               | Everwood                           | Серена                   |
| 2004      | с   | Джоуи                       | Joey                               | Дебби                    |
| 2004      | с   | Американская семья          | American Family: Journey of Dreams | Алисия                   |
| 2004—2005 | с   | Расследование Джордан       | Crossing Jordan                    | детектив Луиза Сантана   |
| 2007      | тф  | Supreme Courtships          | Supreme Courtships                 | Амбер Чавес              |
| 2007—2007 | с   | Девять                      | The Nine                           | Фрэнни Риос              |
| 2007      | ф   | Blink                       | Blink                              | Николь                   |
| 2005—2007 | с   | Побег                       | Prison Break                       | Марикрус Дельгадо        |
| 2007      | с   | Без следа                   | Without a Trace                    | Паула Солис              |
| 2007—2008 | с   | Лас-Вегас                   | Las Vegas                          | Пайпер Нильсен           |
| 2008      | с   | Жёлтая пресса               | Dirt                               | Дэбби Энн                |
| 2009      | с   | Воплощение страха           | Fear Itself                        | Карен / Зельда           |
| 2009      | ф   | Призраки бывших подружек    | Ghosts of Girlfriends Past         | Донна, подружка невесты  |
| 2009      | с   | Купидон                     | Cupid                              | Лита                     |
| 2009      | с   | C.S.I.: Место преступления  | CSI: Crime Scene Investigation     | Эйприл Мартин            |
| 2008—2010 | мс  | Гриффины                    | Family Guy                         | различные персонажи      |
| 2010      | с   | До смерти красива           | Drop Dead Diva                     | Венди Саймон             |
| 2011      | с   | Секс по дружбе              | Friends with Benefits              | Кэти Финели              |
| 2011      | с   | Власть закона               | The Chicago Code                   | Элена                    |
| 2013      | кор | Человек-улыбка              | The Smile Man                      | Ирэн                     |
| 2013      | с   | Дневники вампира            | The Vampire Diaries                | Кейтлин Шейн             |
| 2014—2015 | с   | Скорпион                    | Scorpion                           | Меган О’Брайан           |